# Кабьянка, Франческо
Франческо Пенсо (итал. Francesco Penso), более известный как «Кабьянка» или «Кабианка» (Cabianca; 26 декабря 1666, Венеция — 15 апреля 1737, Венеция) — итальянский скульптор.

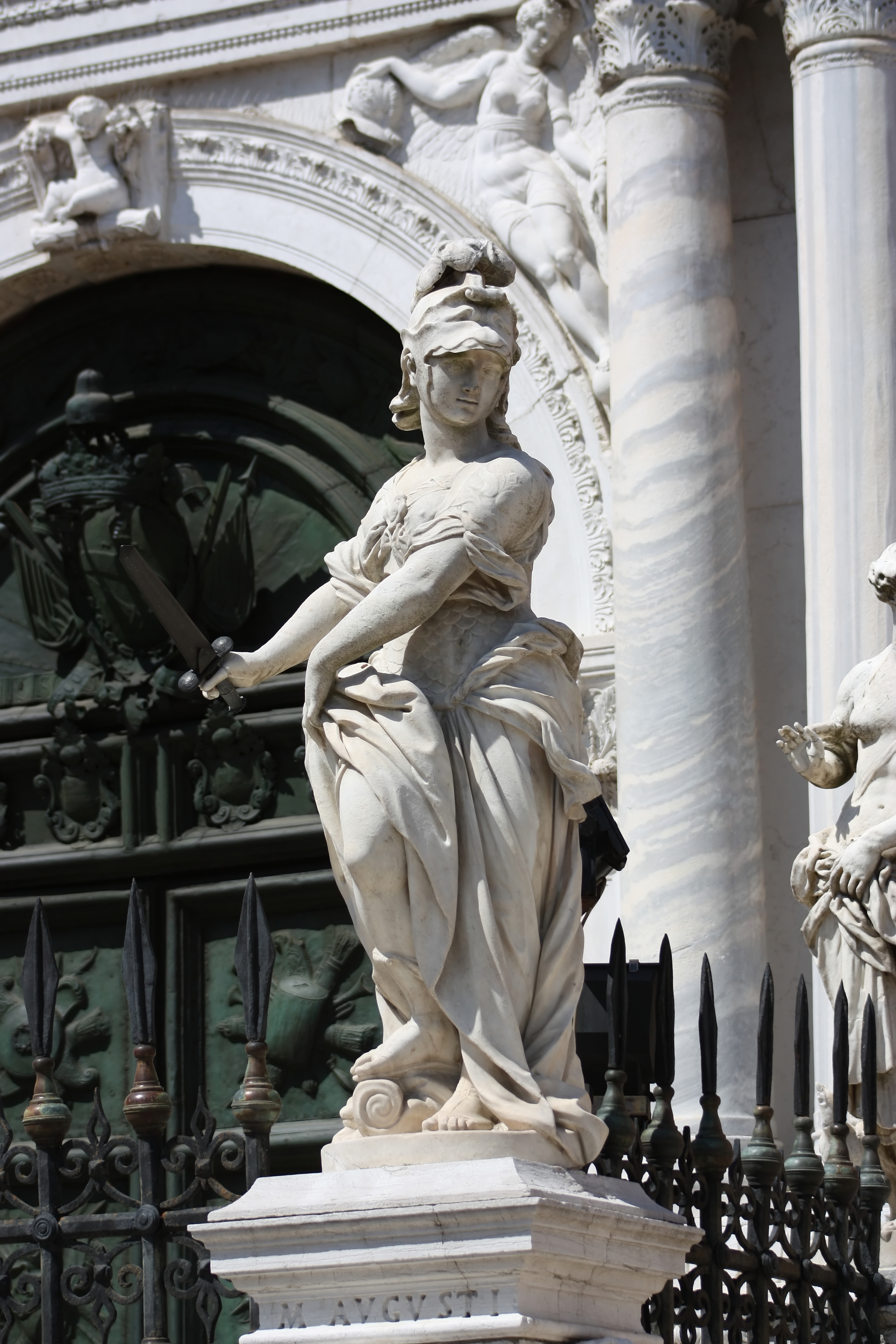
Статуя Беллоны. Арсенал, Венеция

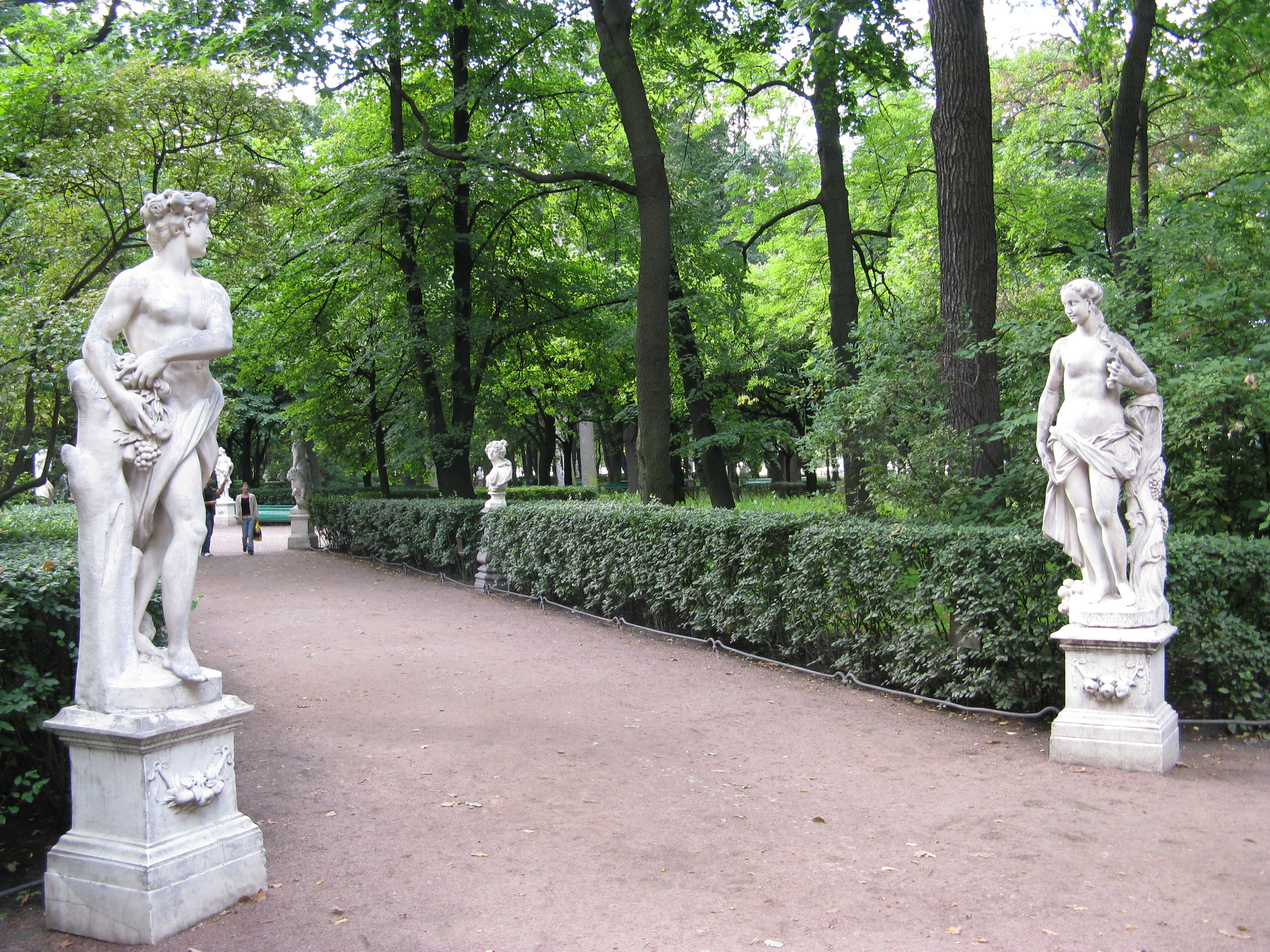
Статуи Вертумна и Помоны на аллее Летнего Сада. Санкт-Петербург. Фото 2008 г.

Франческо Пенсо родился и умер в Венеции. Его отца звали Пьетро Пенсо, однако впоследствии Франческо взял фамилию своей первой жены — Кабьянка — чтобы унаследовать её приданое. Со второй женой, Лаурой Чипри, у него было двое детей; дочь умерла в двадцатилетнем возрасте; сын пошёл по стопам отца, однако имени себе не сделал.
Франческо Пенсо был учеником известного в то время скульптора венецианского барокко Джусто Ле Курта. Десятилетие 1698—1708 годов он провёл в венецианской Далмации, где создал скульптуры для главного алтаря церкви Санта-Кьяра в Которе, алтарь Сан-Джузеппе и мраморный алтарь капеллы Св. Трифона церкви Сан-Трифоне.
Из ранних работ самая известная — мраморная статуя Святого Бенедикта для церкви Сан-Микеле в Изоле (1695). Другая — реликварий с барельефами для ризницы базилики Санта-Мария-Глорьоза-дей-Фрари в Венеции (1711). Ф. Пенсо создал статую богини войны и защиты отечества Беллоны, установленную на балюстраде у входа в Венецианский Арсенал (1682). Франческо Пенсо создал много статуй и рельефов для венецианских церквей; его не считают выдающимся скульптором, но, тем не менее, он занял своё историческое место в венецианской скульптуре позднего барокко с нарождающимися элементами неоклассицизма.
Скульптуры работы Кабьянки или Кабианки (так его чаще называли в России), наряду с произведениями других итальянских, главным образом венецианских, скульпторов, были приобретены в 1720-х годах по распоряжению царя Петра I в Италии для Летнего сада в Санкт-Петербурге. В собрании скульптур Летнего сада находятся четыре статуи работы автора: парные «Вертумн» (1717) и «Помона» (1717), «Антиной» (1722) и «Сатурн» (1716), бюсты римских императоров Веспасиана (около 1717), Нерона (начало XVIII в.), Тиберия (около 1717), Тита (около 1717) и Траяна (начало XVIII в.), а также бюст Марции Фурниллы (около 1716), второй жены императора Тита Флавия Веспасиана, вошедшего в историю под личным именем Тит.

## Галерея
В галерее представлены изображения десяти копий скульптур и бюстов работы Франческо Кабианки, находящихся в Летнем саду:

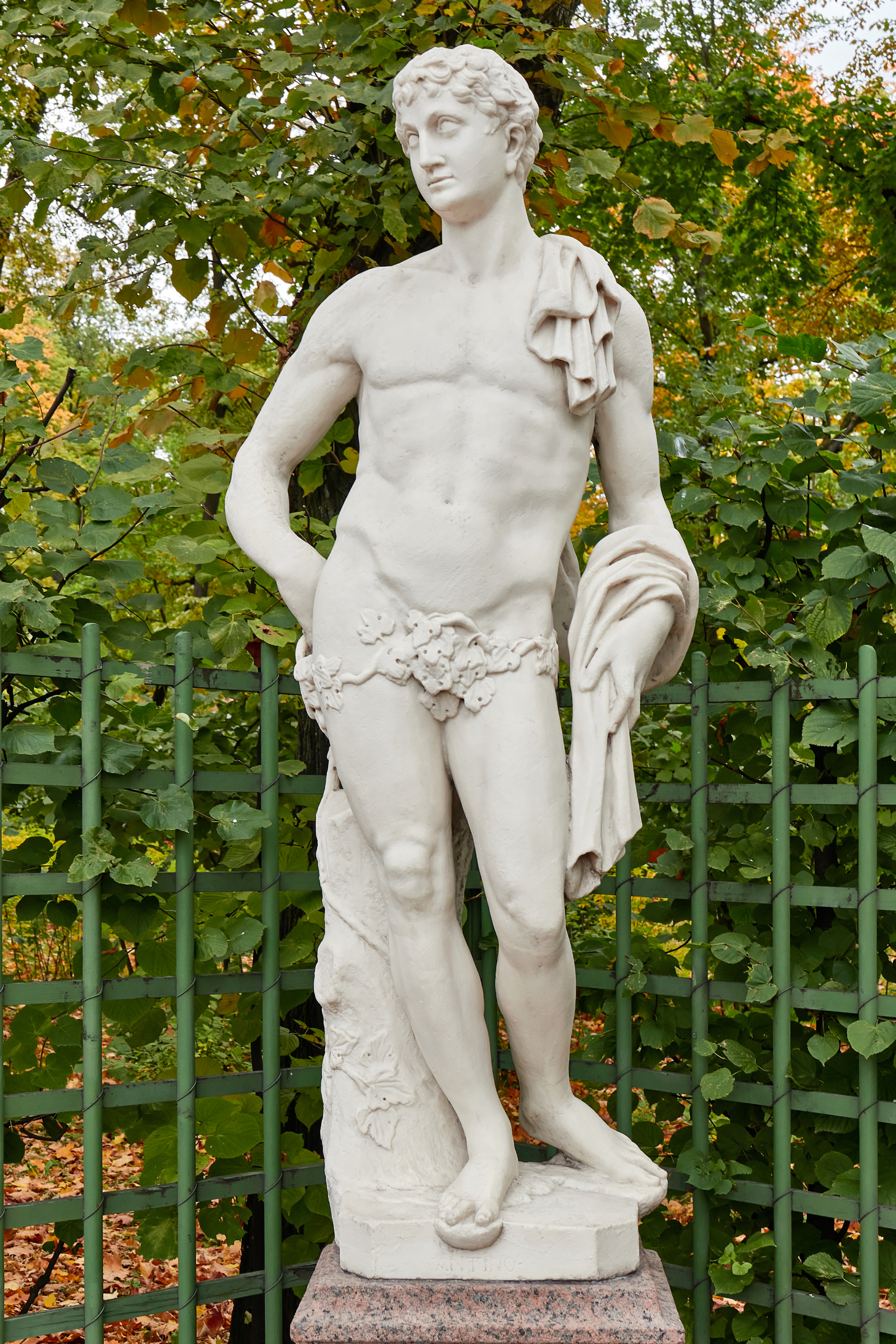
Антиной
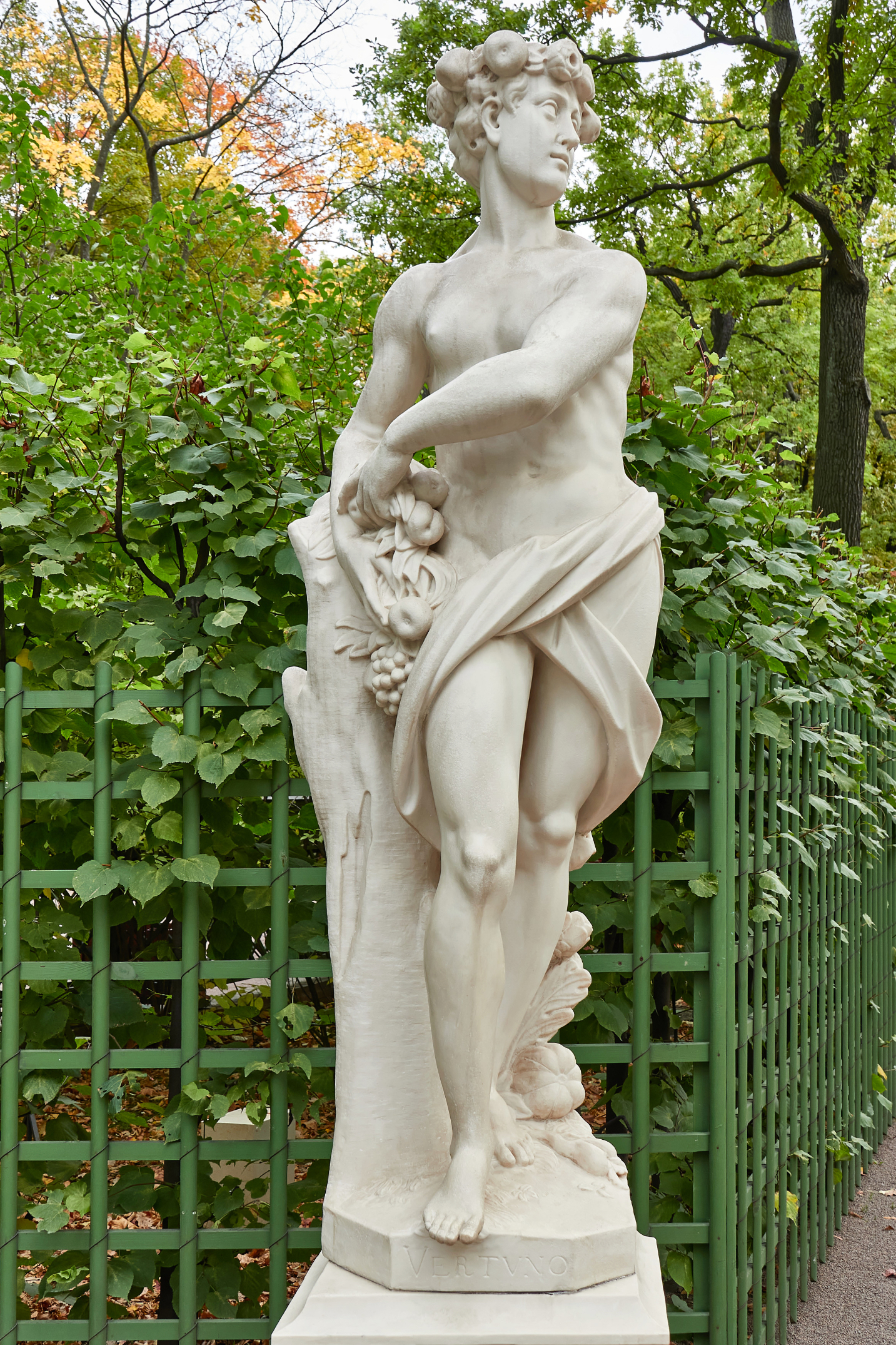
Вертумн
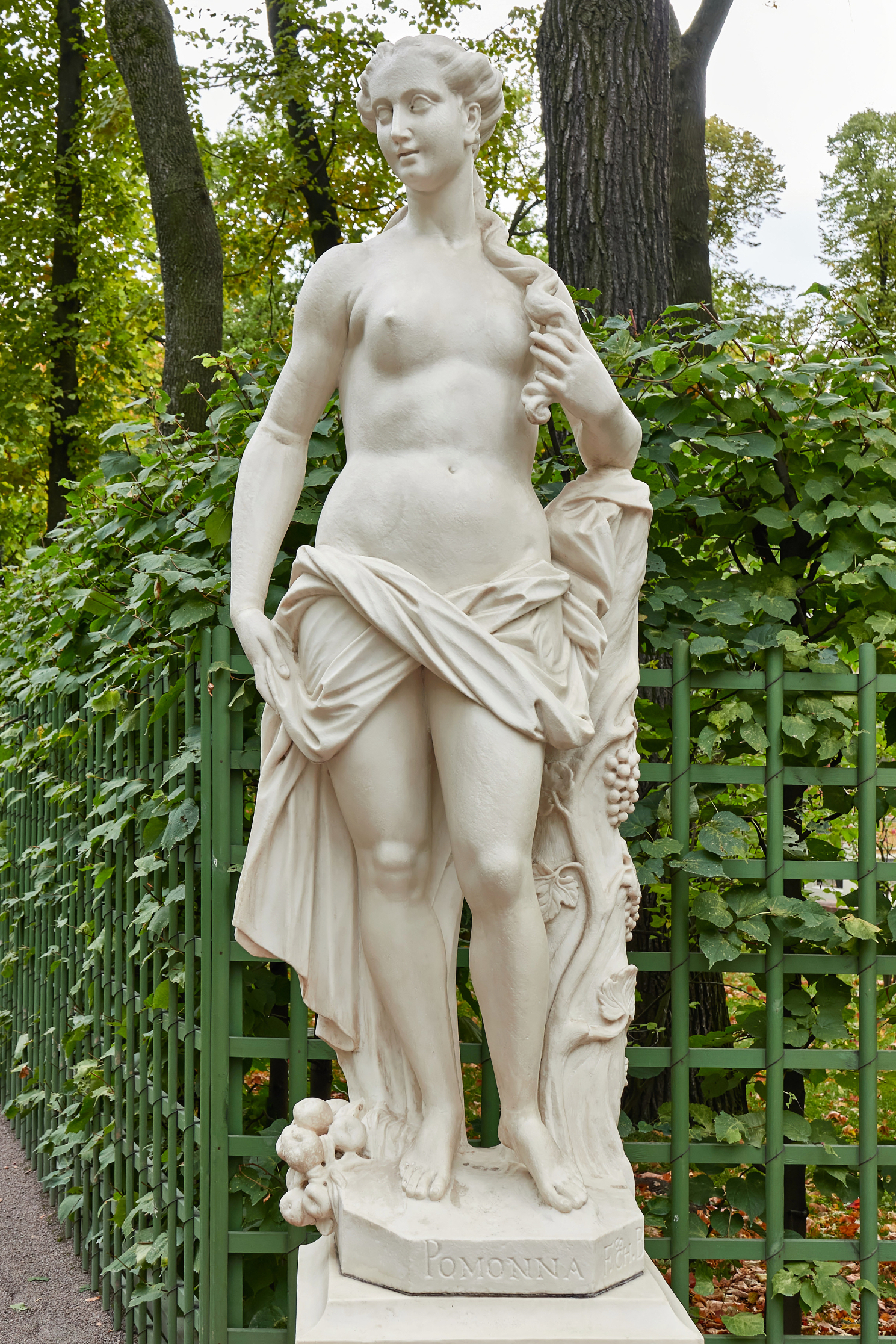
Помона
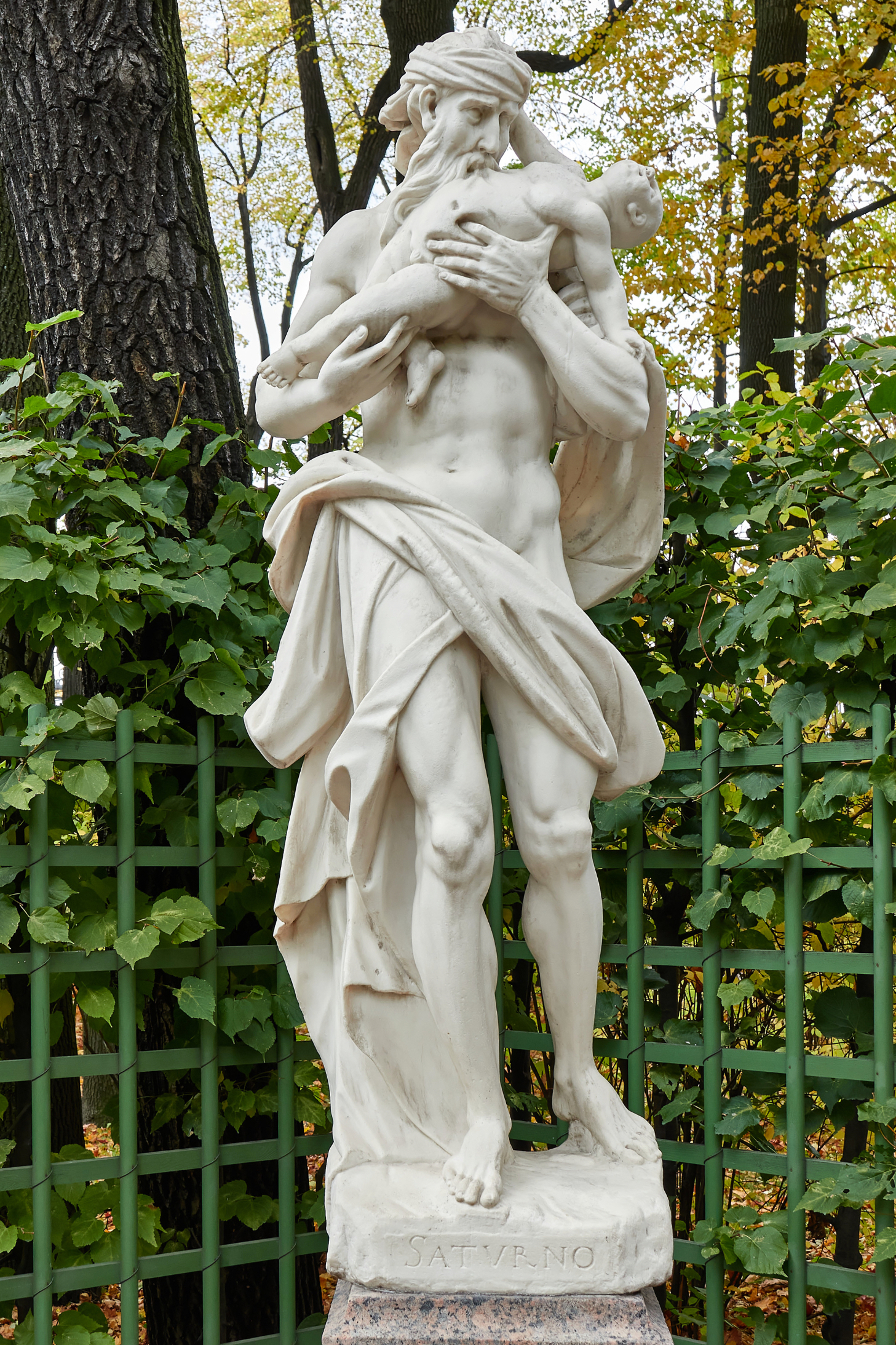
Сатурн
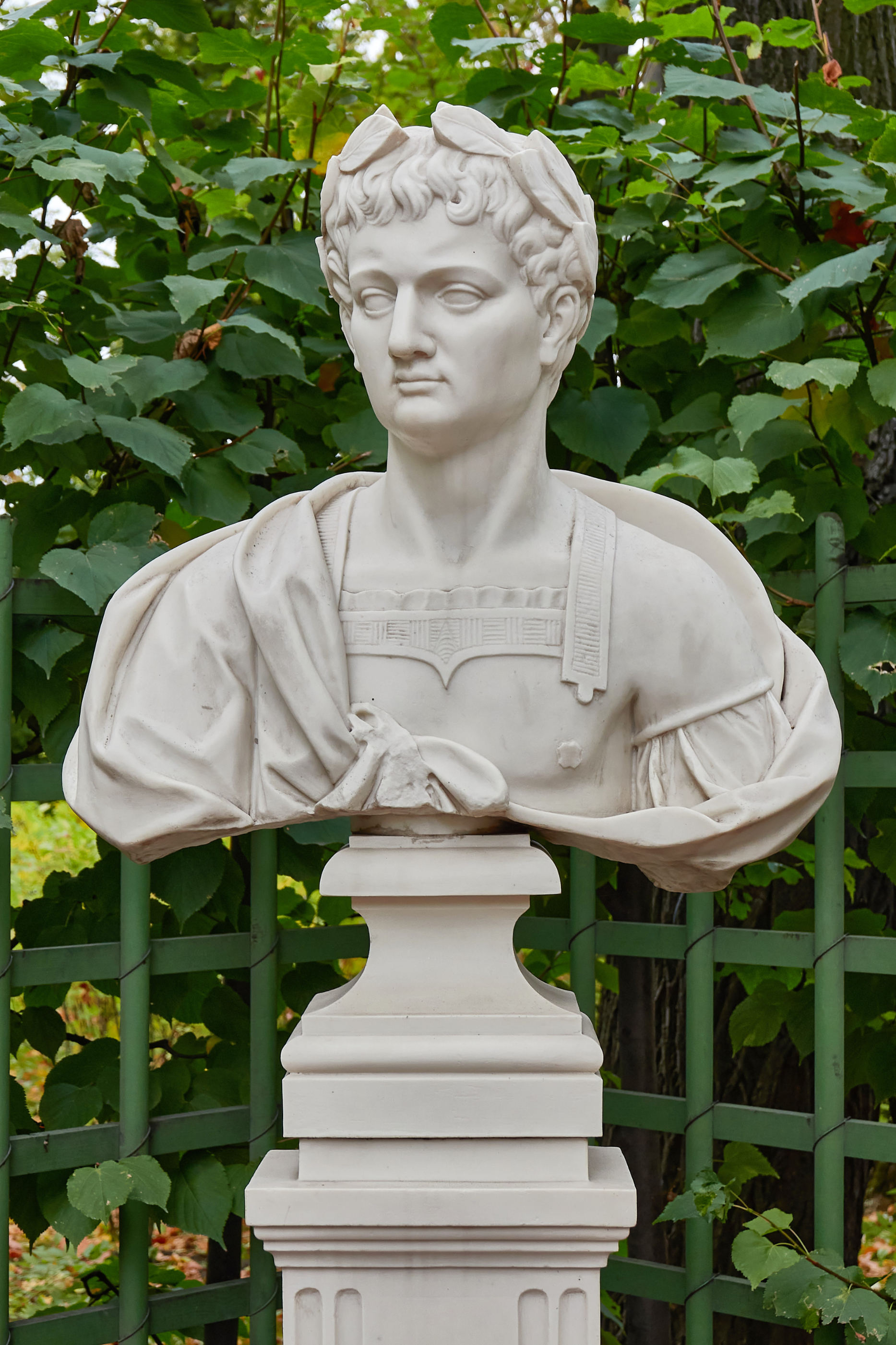
Веспасиан
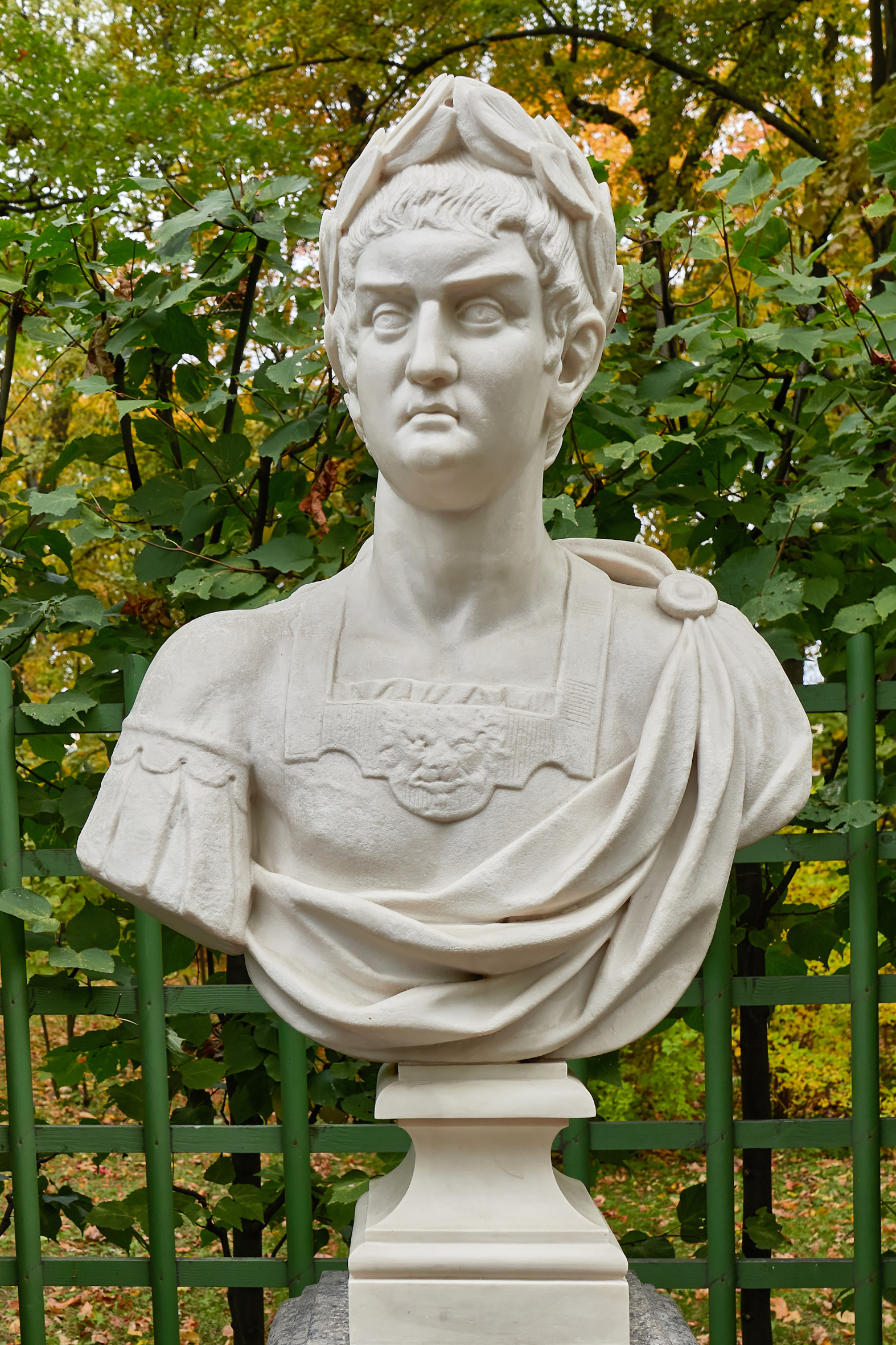
Нерон
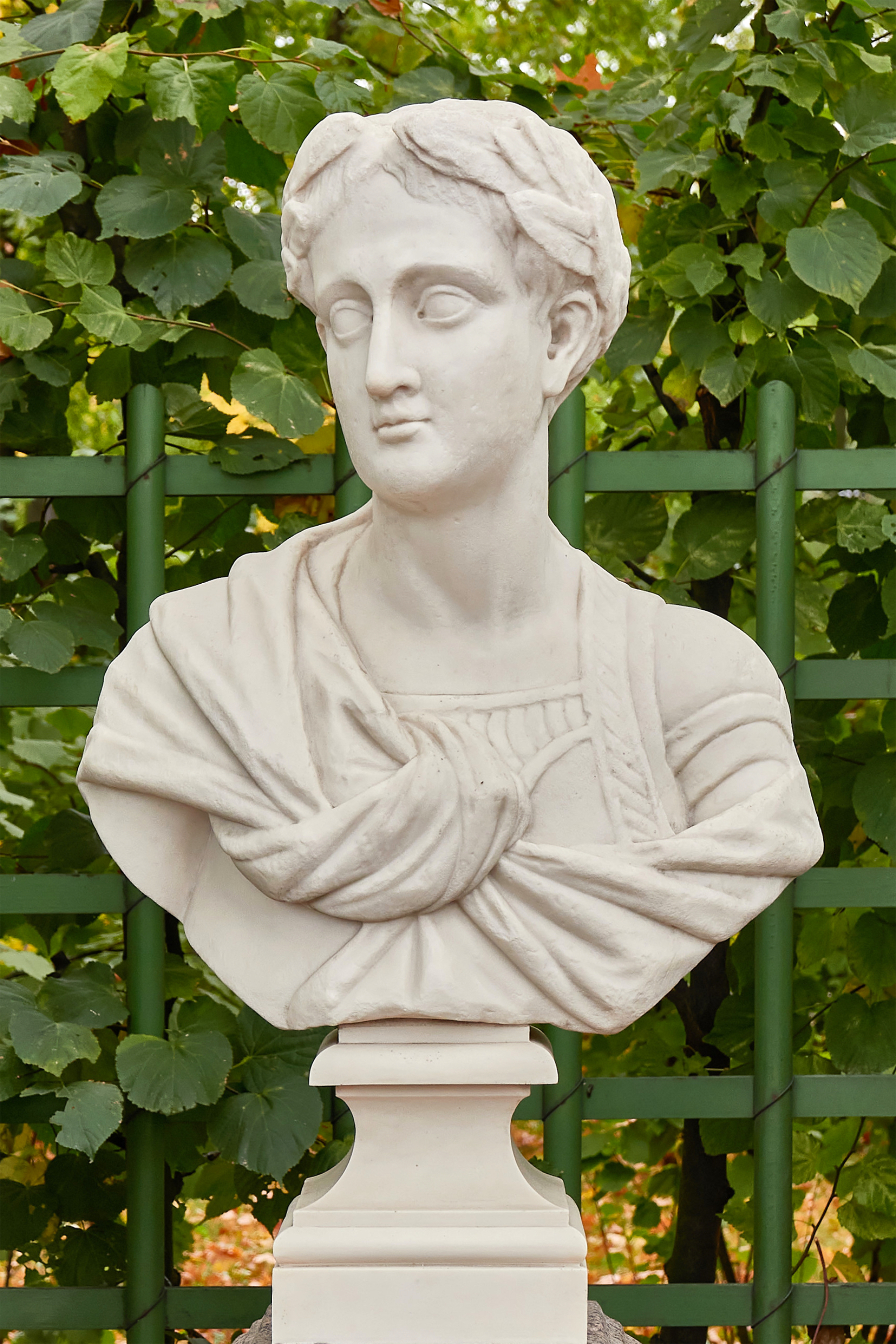
Тиберий
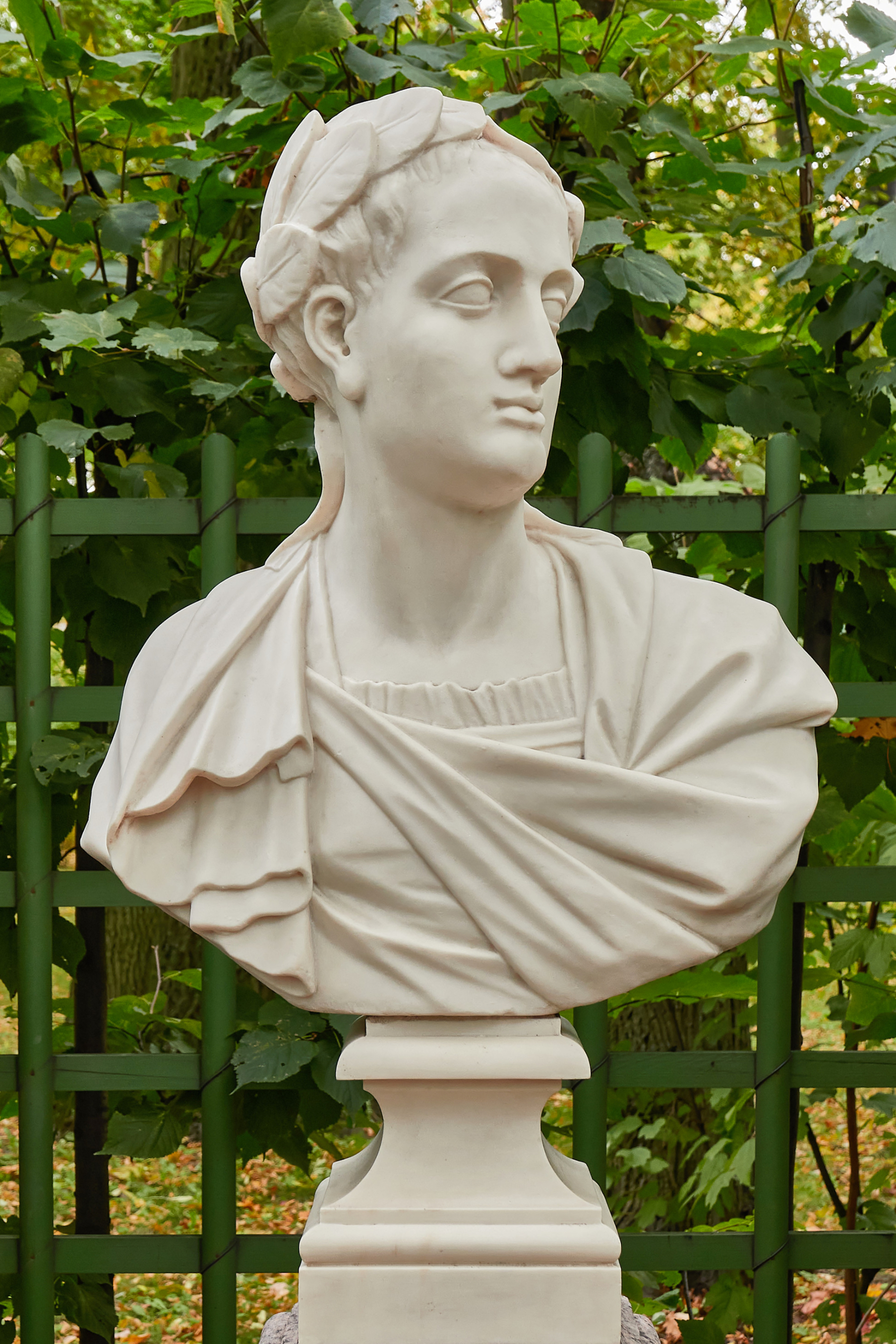
Тит
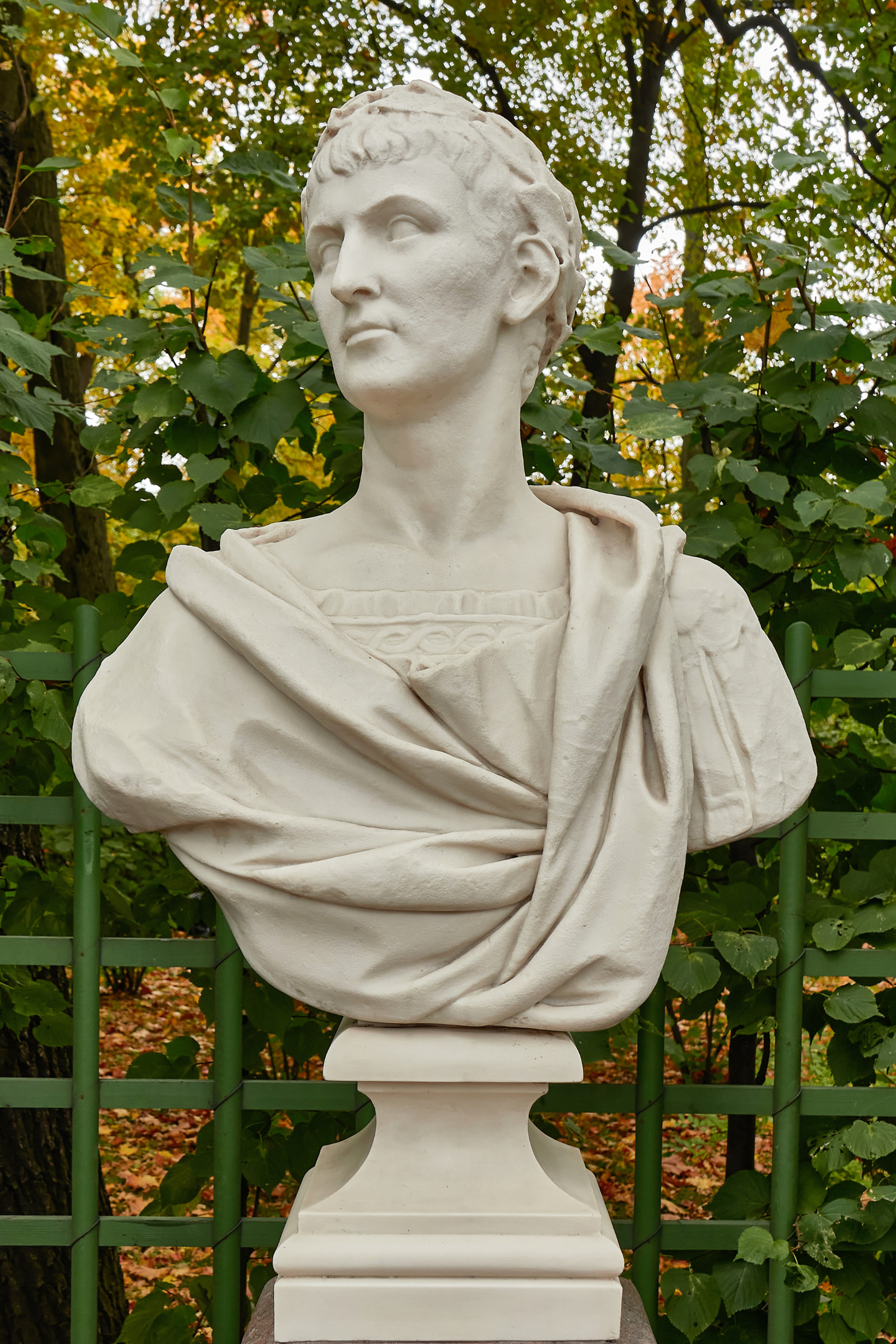
Траян
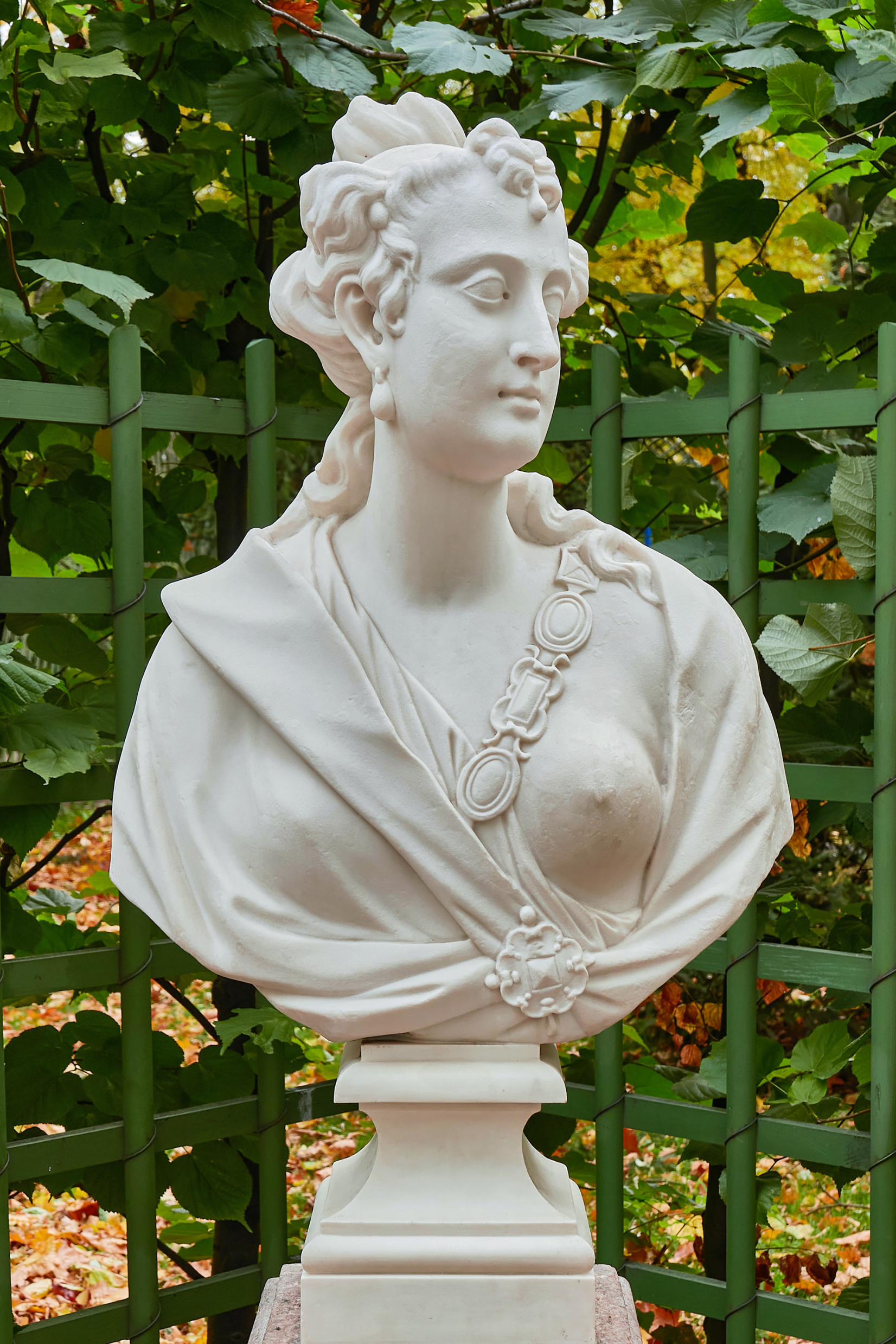
Марция Фурнилла

и двух скульптур, находящихся в собрании Дворцово-паркового ансамбля «Ораниенбаум»:

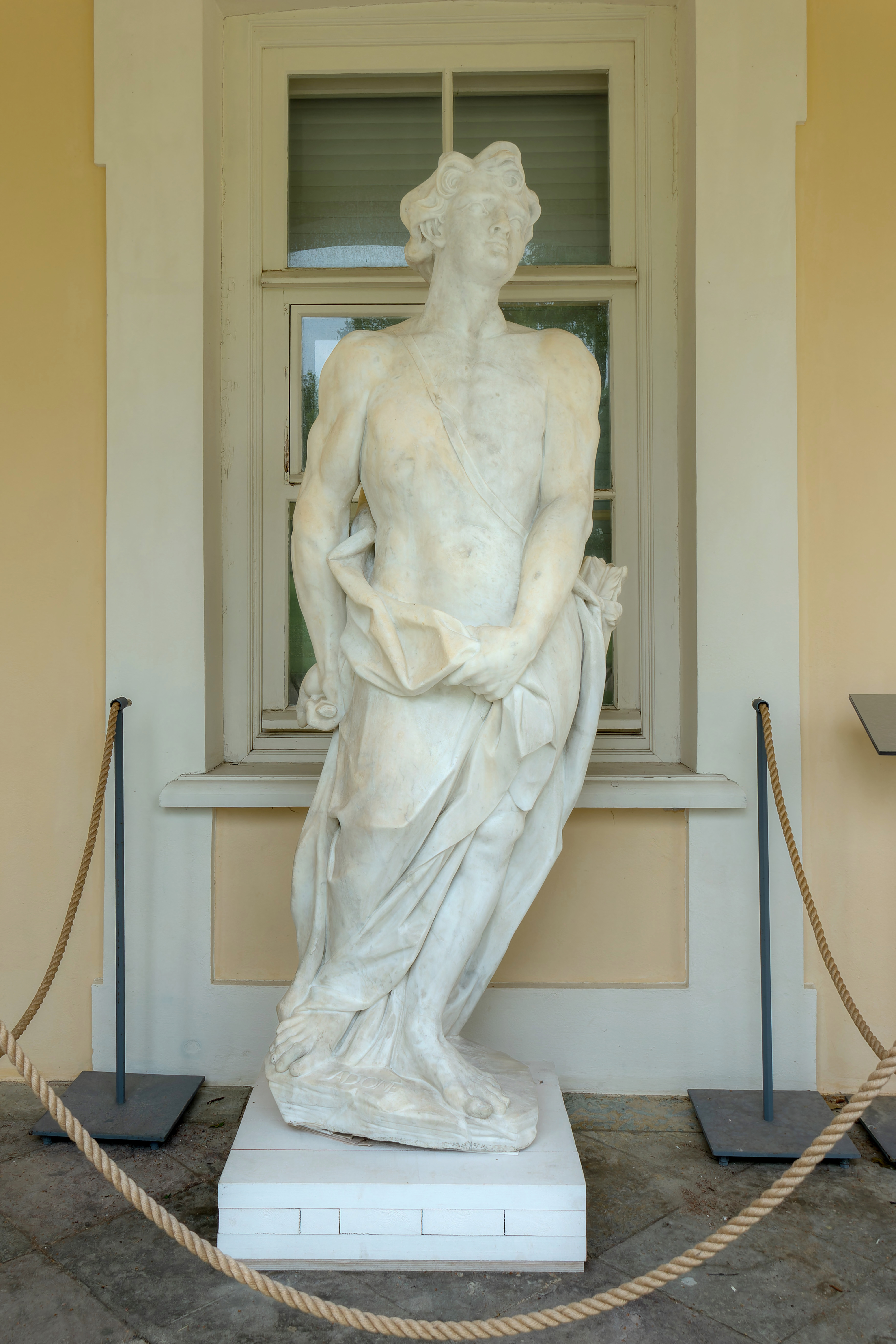
Адонис
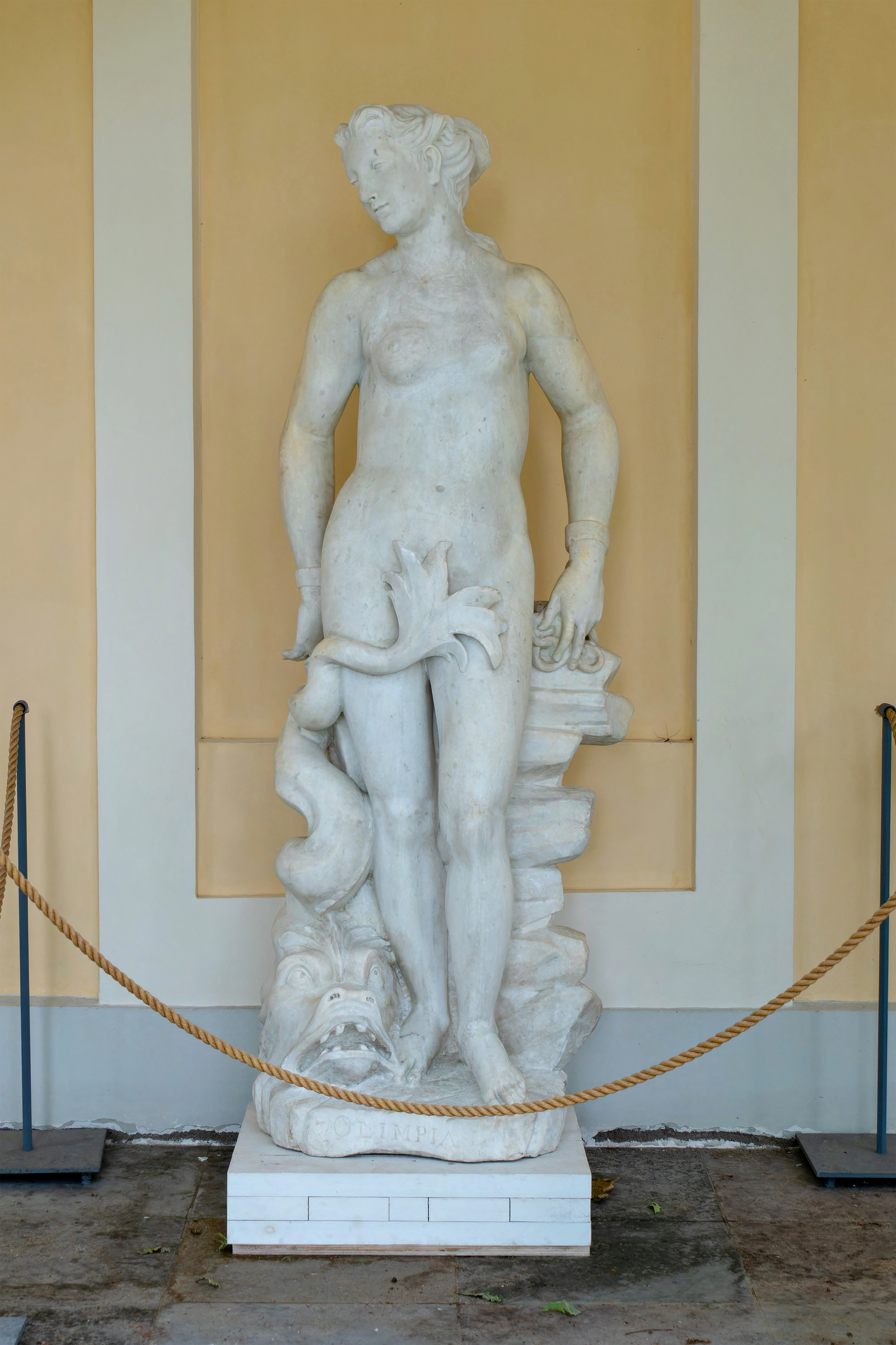
Андромеда